# TLC: Tables, Ladders and Chairs (2014)
Cet article concerne l'édition 2014 du pay-per-view TLC: Tables, Ladders and Chairs. Pour toutes les autres éditions, voir WWE TLC: Tables, Ladders & Chairs.
L'édition 2014 de TLC: Tables, Ladders and Chairs...and Stairs est une manifestation de catch (lutte professionnelle) télédiffusée et visible uniquement en paiement à la séance ainsi que gratuitement sur la chaîne de télévision française AB1. L'événement, produit par la World Wrestling Entertainment (WWE), a eu lieu le 14 décembre 2014 au Quicken Loans Arena à Cleveland, dans l'État de l'Ohio. Il s'agit de la sixième édition de TLC: Tables, Ladders and Chairs, pay-per-view annuel qui, comme son nom l'indique, propose un ou plusieurs Tables, Ladders and Chairs match en tête d'affiche. Le show sera le dernier pay-per-view de la WWE en 2014.

## Contexte
Les spectacles de la WWE en paiement à la séance sont constitués de matchs aux résultats prédéterminés par les scénaristes de la WWE. Ces rencontres sont justifiées par des storylines — une rivalité avec un catcheur, la plupart du temps — ou par des qualifications survenues dans les émissions de la WWE telles que Raw, SmackDown, Superstars et Main Event. Tous les catcheurs possèdent un gimmick, c'est-à-dire qu'ils incarnent un personnage gentil ou méchant, qui évolue au fil des rencontres. Un pay-per-view comme TLC: Tables, Ladders and Chairs est donc un événement tournant pour les différentes storylines en cours.

## Tableau des matchs
| #       | Matchs                                                                    | Stipulations | Temps |
| ------- | ------------------------------------------------------------------------- | --- | ----- |
| Kickoff | The New Day (Kofi Kingston et Big E Langston) battent Goldust et Stardust | Tag team match | 11:40 |
| 1       | Dolph Ziggler bat Luke Harper (c)                                         | Ladder match pour le WWE Intercontinental Championship                                                                            | 16:40 |
| 2       | The Miz et Damien Mizdow (c) battent The Usos                             | Match par équipe pour le WWE Tag Team Championship                                                                                | 7:17  |
| 3       | Big Show bat Erick Rowan                                                  | Steel Stairs Match | 11:14 |
| 4       | John Cena bat Seth Rollins                                                | Tables match : Si John Cena perd, il perdra sa place d'aspirant #1 pour le WWE World Heavyweight Championship contre Brock Lesnar | 21:25 |
| 5       | Nikki Bella (c) bat AJ Lee                                                | Match simple pour le WWE Divas Championship                                                                                       | 7:38  |
| 6       | Ryback bat Kane                                                           | Chairs match | 9:50  |
| 7       | Rusev (c) bat Jack Swagger                                                | Match simple pour le WWE United States Championship                                                                               | 4:50  |
| 8       | Bray Wyatt bat Dean Ambrose                                               | Tables, Ladders and Chairs match                                                                                                  | 26:58 |